# San Carlos I (Texas)
San Carlos I es un lugar designado por el censo ubicado en el condado de Webb en el estado estadounidense de Texas. En el Censo de 2010 tenía una población de 316 habitantes y una densidad poblacional de 931,36 personas por km².

## Geografía
San Carlos I se encuentra ubicado en las coordenadas 27°29′22″N 99°22′23″O / 27.48944, -99.37306. Según la Oficina del Censo de los Estados Unidos, San Carlos I tiene una superficie total de 0.34 km², de la cual 0.34 km² corresponden a tierra firme y (0.76%) 0 km² es agua.

## Demografía
Según el censo de 2010, había 316 personas residiendo en San Carlos I. La densidad de población era de 931,36 hab./km². De los 316 habitantes, San Carlos I estaba compuesto por el 99.68% blancos, el 0% eran afroamericanos, el 0% eran amerindios, el 0% eran asiáticos, el 0% eran isleños del Pacífico, el 0% eran de otras razas y el 0.32% pertenecían a dos o más razas. Del total de la población el 100% eran hispanos o latinos de cualquier raza.